# Tramore
Tramore (Iers: Trá Mhór, "groot strand") is een kleine plaats in County Waterford aan de zuidoostkust van Ierland. Tramore is een populaire toeristische bestemming in de zomer, en heeft kilometers strand. De plaats ligt ongeveer 13 kilometer van de hoofdstad van het graafschap, Waterford
De plaats staat ook bekend om zijn paardenraces in augustus.

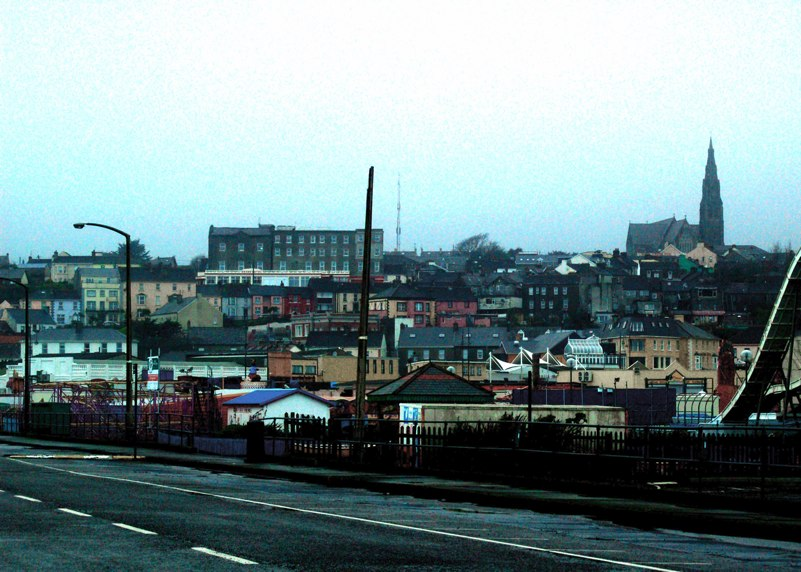
Tramore
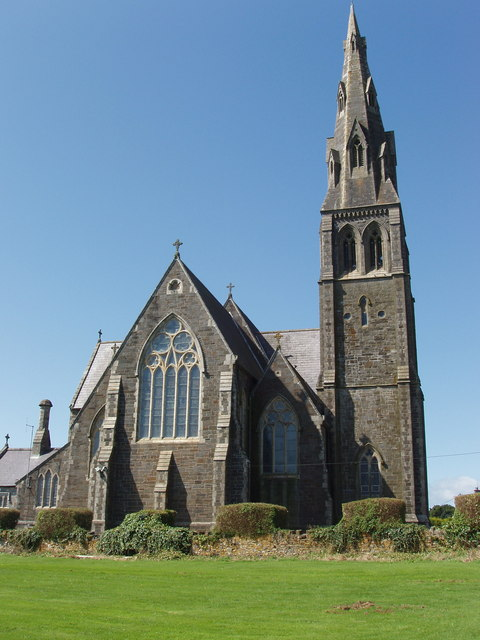
Kerk van Tramore
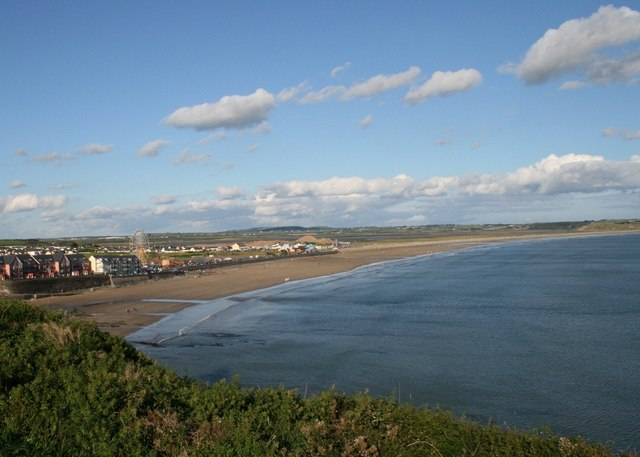
Strand van Tramore]